# Mario de Sárraga
Mario de Sárraga Orviz est un coureur cycliste espagnol né le 22 août 1980 à Oviedo. Il fait ses débuts professionnels en 2005 au sein de l'équipe italienne Naturino-Sapore di Mare.

## Biographie
Mario de Sárraga ne  totalise aucune victoire dans sa carrière professionnelle. Son meilleur résultat est une deuxième place sur la quatrième étape du Tour des Asturies en 2006, année où il participe au Tour d'Espagne.

## Palmarès et résultats

### Palmarès par année
- 2000
  - Torneo Lehendakari
  - Pentekostes Saria
  - 2e de la Prueba Alsasua
- 2002
  - 2e du Trofeo Gruppo Meccaniche Luciani
- 2003
  - Mémorial Cirilo Zunzarren
  - Clásica de la Chuleta
  - 2e du Circuito Aiala
- 2008
  - 2e du Gran Premio San José

### Résultat sur le Tour d'Espagne
1 participation
- 2006 : 102e

### Classements mondiaux
| Année           | 2005 | 2006 |
| --------------- | ---- | ---- |
| UCI Europe Tour | 692e | 883e |